# Зруйнування Титом храму в Єрусалимі
«Зруйнува́ння Ти́том хра́му в Єрусали́мі» (нім. Zerstörung des Tempels in Jerusalem durch Titus) — картина французького живописця Ніколи Пуссена (1594–1665). Створена приблизно у 1638/1639 році. Зберігається у Музеї історії мистецтв у Відні (інвен. номер GG 1556).
Картина була замовлена кардиналом Франческо Барберіні та передана посланцеві імператора принцу Еггенбергу в Римі як дарунок для імператора Фердинанда III. Знаходилась в імператорській галереї у Празі до 1685 року. Потім у 1720 році перебувала у Штальбурзі у Відні, та згодом була викуплена у принца Кауніца у 1820 році.

## Історія
Кардинал Франческо Барберіні замовив картину Пуссену у березні 1625 року, після того як він побачив його «Успіння Богоматері» під час своєї подорожі до Парижу. Пуссен виконав замовлення наприкінці січня 1626 року. За неї він отримав на початку лютого сумму в 61 скуді, що стало свідченням того, що замовник був задоволений отриманою роботою художника.
Полотно, яке замовив кардинал, було написане на досить рідкісний сюжет Зруйнування храму в Єрусалимі військами римського полководця Тита (39—81) у 70 році н. е. Картина знаходилась у Франческо Барберіні до листопада 1633 року, але потім передав її кастеляну французького посла у Ватикані, який у липні 1634 року забрав її з собою до Франції. Однак, потім кардинал замовив Пуссену друге полотно «Зруйнування Титом храму в Єрусалимі» на заміну того, яке він віддав. У записах вказано, що Пуссен у січні 1636 року був винагороджений за другий варіант картини, і це свідчить про те, що картина була створена після 1635 року.
Проте, оригінал першого варіанту картини сьогодні втрачений, але він зображений на гравюрі, створеній Сіджизмондом Гімлі та Етьеном Ахілем Ревеєм між 1846 та 1851 роками по картині Пуссена (за втраченим малюнком із колекції Жака Едуардо Гато, Париж, Вища національна школа витончених мистецтв). Обидва варіанти не можна із впевненністю порівнювати, оскільки свідчень про те, як саме виглядала перша версія картини небагато. Пуссен вирішив не повторювати композицію, яку він створив раніше.

## Опис
У першому варіанті картини глядач дивиться спочатку на храм, який тоне у глибині, потім виділяє фігуру Тита та занурюється в глибину перспективи.
У другому варіанті портик храму із правильною колонадою слугує фоном, через що сцена на переднього плану перетворються на ще динамічнішу та бурхливішу. Метою художника було показати римського полководця як головного персонажа. В першому варіанті битва зображена хаотично, у другому — з'являється стрункість. Деякі деталі на другому варіанті картини, як-от, орнаменти на щитах, свідчать про те, що художник в той час почав вивчати мистецтво Стародавнього Риму.
Інтерес Ніколи Пуссена до античності посилився завдяки дружбі з художником Кассіано дель Поццо. Дель Поццо, який був виходцем з Турина, на той час займав посаду серкретаря у Франческо Барберіні у Ватикані. Там дель Поццо зібрав колекцію археолонічних свідоцтв: особливо він приділяв увагу опису матеріальної культури класичної античності на основі залишків, що збереглися. Ця колекція складалась із малюнків археологічних знахідок: статуй, вівтарів, рельєфів тощо і згодом отримала назву «Паперовий музей». Пуссен, для якого було важливим у своїх роботах досягти історичної точності для античних сцен, захопився проектом дель Поццо.
Пуссен не тільки використовував археологічні матеріали в зображенні батальних сцен та фігур воїнів. Художник вибрав як сюжет для другого варіанту картини, епізод із римської історії, який ніколи раніше не зображувався — «Смерть Германіка» (Міннеаполіс, Інститут мистецтв, 1628). У картині «Зруйнування Титом храму в Єрусалимі» він зіштовхує Тита із наслідками своїх справ: полководець після перемоги над юдейським народом мав намір зберегти скарби храму, але, у той час, коли він прибув, було вже пізно закликати солдат до порядку. Тит зображений у той момент, коли він вторгнувся до Єрусалиму.
Фантазія Пуссена народжується з витонченого інтелектуального роздуму: художник намагається втілити в форму спогади про грецькі та римські образи, які набувають життя в архітектурній перспективі. У просторовому ефекті паралельних куліс, що тонуть у глибині, відчувається смак до революційних сценографічних експериментів театральних вистав у палаццо Барберіні. Над сценографією у цій престижній установі працювали такі митці, як Лоренцо Берніні (1598–1680) та П'єтро да Кортона (1596–1669).